# Perilitus pusillae
Perilitus pusillae är en stekelart som först beskrevs av Muesebeck 1936.  Perilitus pusillae ingår i släktet Perilitus och familjen bracksteklar. Inga underarter finns listade i Catalogue of Life.